# Kniefall von Warschau
Koordinaten: 52° 14′ 59″ N, 20° 59′ 38,87″ O

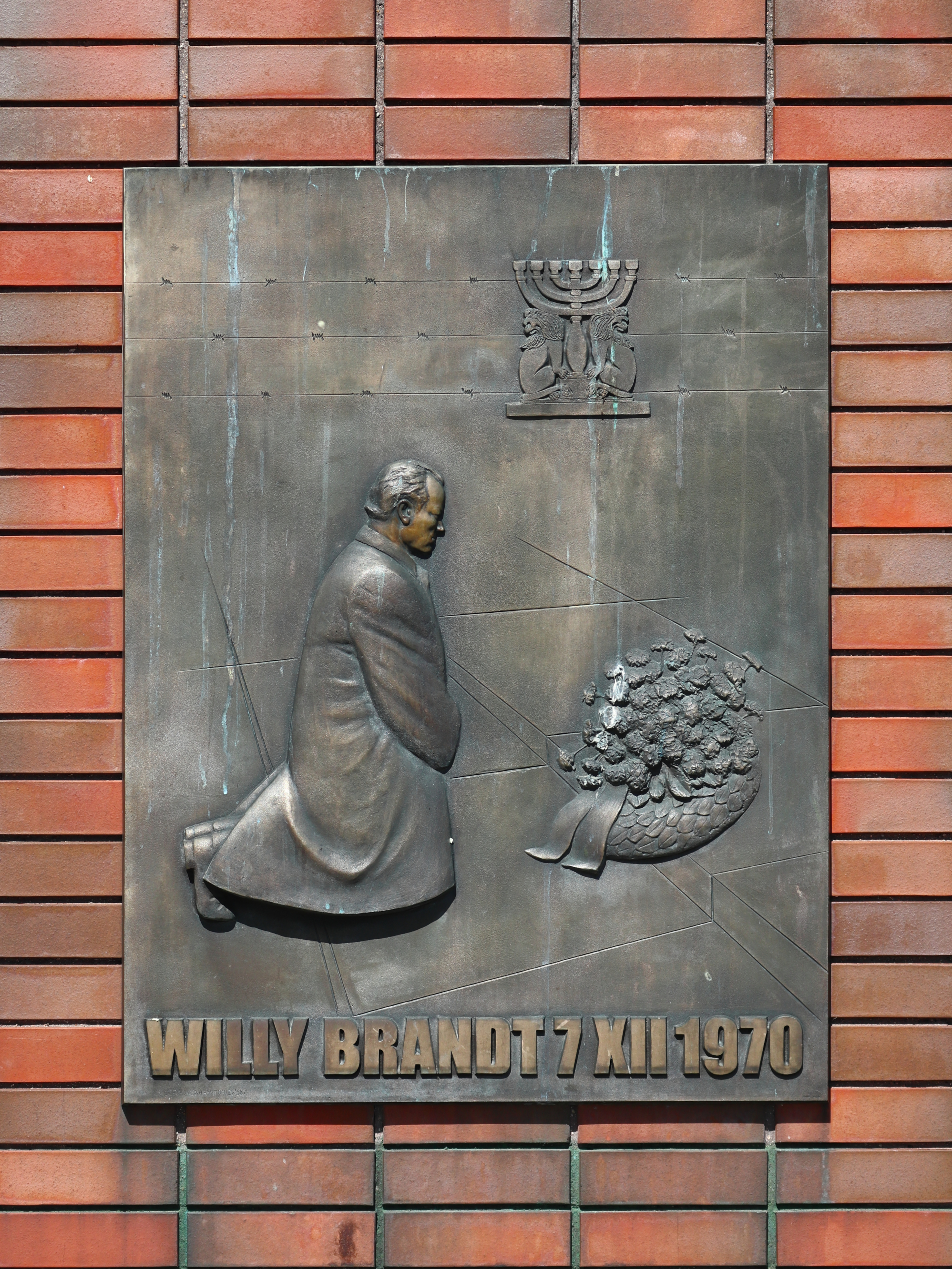
Bronzetafel am Denkmal des Kniefalls

Der Kniefall von Warschau ereignete sich am 7. Dezember 1970 in Warschau, der Hauptstadt der Volksrepublik Polen. Der deutsche Bundeskanzler Willy Brandt besuchte die Stadt, um dort den Vertrag zu unterzeichnen, der das Verhältnis zwischen der Bundesrepublik und der Volksrepublik regeln sollte. Teil des Staatsbesuchs war eine Kranzniederlegung am Ehrenmal für die Helden des Warschauer Ghettos. Dort sank Brandt unerwartet auf die Knie, eine Geste, die als Bitte um Vergebung für die deutschen Verbrechen des Zweiten Weltkriegs verstanden wurde.

## Vorbereitung des Staatsbesuches

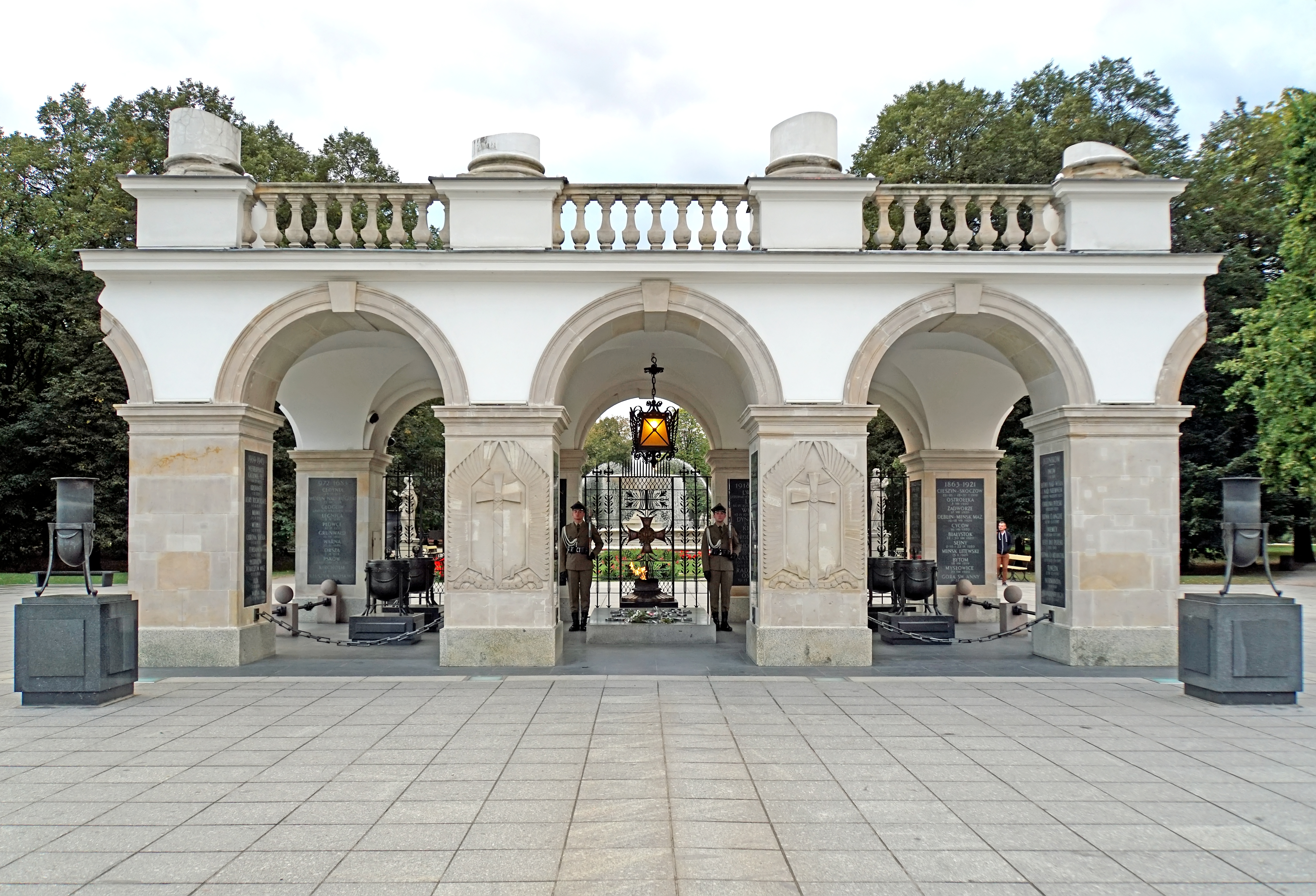
Grabmal des unbekannten Soldaten in Warschau, 2016

Vor Abschluss des Warschauer Vertrags bestanden zwischen der Bundesrepublik und Polen keine diplomatischen Beziehungen. Aus diesem Grund liefen die Vorbereitungen von Brandts Staatsbesuch über die Handelsvertretungen der beiden Staaten. Ein erster Programmentwurf, den der Leiter der polnischen Handelsvertretung, Wacław Piątkowski, am 24. November mit der Protokollabteilung des Auswärtigen Amts abstimmte, enthielt noch keinen Besuch einer Gedenkstätte. Erst eine Woche später schlug Piątkowski, wohl aus eigenem Antrieb, vor, dass Brandt einen Kranz am Grabmal des unbekannten Soldaten in Warschau niederlegen könne. Brandt nahm den Vorschlag auf, bestand aber darauf, entweder auch am Denkmal der Helden des Ghettos einen Kranz niederlegen zu dürfen oder ganz auf die Zeremonie zu verzichten. Die Niederlegung des Kranzes im ehemaligen Ghetto sollte nach Brandts Wunsch in einem schlichten Rahmen erfolgen. Die Polen stimmten Brandts Wunsch nach zwei Kranzniederlegungen zu. Für die Kranzniederlegung am Grabmal des unbekannten Soldaten schlugen sie ein Zeremoniell vor, das auch schriftlich festgehalten wurde. Beim  Ghetto-Denkmal verzichteten sie, auch auf deutsche Nachfrage, darauf.
Kurz vor dem Besuch fragte der Zentralrat der Juden in Deutschland im Bundeskanzleramt an, ob man an die Teilnahme eines jüdischen Vertreters am Staatsbesuch gedacht habe. Dieses teilte daraufhin mit, dass es nie Pläne gegeben habe, in der Begleitdelegation „einen repräsentativen Querschnitt [der] pluralistischen Gesellschaft und der Gruppen bundesdeutscher Bevölkerung […] zu vereinen“. Es seien deshalb auch keine religiösen Institutionen, also auch nicht die Kirchen, eingeladen worden. Allerdings flogen Vertreter der katholischen und evangelischen Jugenddachverbände mit nach Warschau. Laut Hermann Schreiber vom Spiegel hatte Brandt ursprünglich vorgehabt, Heinz Galinski, den Vorsitzenden der Jüdischen Gemeinde zu Berlin, nach Warschau mitzunehmen, dies jedoch aus Gründen der Diplomatie verworfen. In einer Erklärung vom 4. Dezember brachte der Zentralrat sein Befremden über die Nichtberücksichtigung in der Delegation zum Ausdruck und forderte eine Erklärung der Bundesregierung, gab darin aber fälschlicherweise an, die Kirchen seien eingeladen worden. Kritik lösten die Einladungen aber auch von Seiten der Opposition aus. So war der stellvertretende Bundesvorsitzende der CDU, Gerhard Stoltenberg, am 3. Dezember der Meinung, sie führten zu einer „gefährlichen Verwischung der Grenzen von Staat und Gesellschaft“ sowie zur „Politisierung von Institutionen und Organisationen, die im Interesse unserer freiheitlichen Ordnung unabhängig und überparteilich bleiben müssen.“

## Kniefall

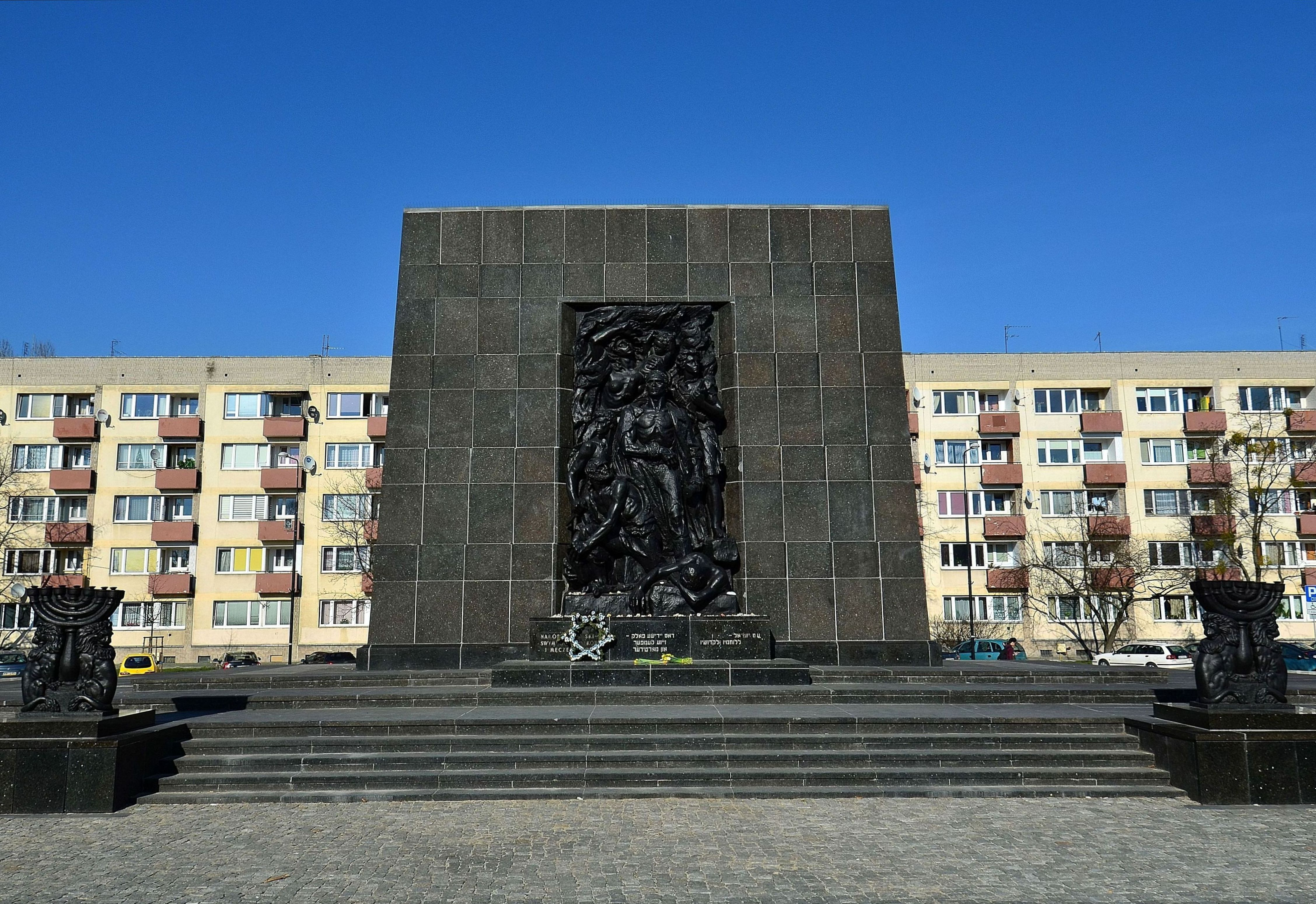
Denkmal der Helden des Ghettos, 2013

Am 7. Dezember 1970 legte Brandt zunächst am Grabmal des unbekannten Soldaten einen Kranz nieder. Hier war eine Ehrenkompanie angetreten, und etwa 2000 polnische Bürger nahmen an der Veranstaltung teil. Danach besuchte er das Ghetto-Ehrenmal, um auch dort einen Kranz niederzulegen. Hier standen nur zwei Soldaten, die Zuschaueranzahl lag bei 300 bis 400.
Nachdem Brandt, wie bei solchen Angelegenheiten üblich, die Schleifen des Kranzes gerichtet hatte, trat er einen Schritt zurück und sank dann in einer einzigen Bewegung auf die Knie. Die Hände vor dem Bauch gefaltet, verharrte er etwa vierzehn Sekunden in dieser Position und stand dann wieder in einer einzigen Bewegung auf. Danach begab sich die Delegation zum Radziwiłł-Palais, dem Amtssitz des Ministerpräsidenten Józef Cyrankiewicz, zu Gesprächen zwischen Brandt und Cyrankiewicz, in deren Anschluss der Warschauer Vertrag unterzeichnet wurde.

## Reaktionen

### Bundesrepublik
Der Kniefall wurde in der deutschen Presse fast durchweg positiv aufgenommen. Wie der Soziologe Christoph Schneider herausarbeitete, ähnelten sich viele Berichte bundesdeutscher Zeitungen und Zeitschriften in ihrer Darstellung des Vorgangs. Jeweils in drei Teilen werde die Atmosphäre vor, während und nach dem Kniefall beschrieben. Zunächst als kalt, dunkel und unheilvoll charakterisiert, dominierten am Ende Symbole der Wärme und Genesung. Beim Kniefall würden vor allem die Spontanität und Authentizität hervorgehoben. Mit dem Motiv der Erlösung werde das Ereignis in einen christlich-religiösen Zusammenhang gestellt. So schrieb Hermann Schreiber, später häufig zitiert, im Spiegel vom 14. Dezember:

„Dann kniet er, der das nicht nötig hat, da für alle, die es nötig haben, aber nicht da knien – weil sie es nicht wagen oder nicht können oder nicht wagen können. Dann bekennt er sich zu einer Schuld, an der er selber nicht zu tragen hat, und bittet um eine Vergebung, derer er selber nicht bedarf. Dann kniet er da für Deutschland.“

Die konservative Presse stand der Ostpolitik Brandts sehr ablehnend gegenüber. Über den Kniefall berichteten sie dennoch meist respektvoll. Einige wenige kritische Stimmen zum Kniefall fanden sich in der Welt. Am 20. Dezember erschien in der Welt am Sonntag ein Gastbeitrag von Alfred Wolfmann, Deutschlandkorrespondent der israelischen Tageszeitung Jedi’ot Acharonot und bekennender Gegner der sozialliberalen Regierung unter Brandt. Er könne beim Kniefall keine Ergriffenheit empfinden, angesichts der Tatsache, dass Brandt zwar auf Wunsch der antisemitischen polnischen Machthaber keinen Juden nach Warschau mitgenommen habe, dafür aber der wegen seiner NS-Vergangenheit umstrittene Ernst Achenbach als Vertreter des Bundestags zur Delegation gehört habe. Das Knien vor einem jüdischen Mahnmal sei außerdem wenig taktvoll, denn der Kniefall sei kein jüdischer Brauch. Zudem kritisierte Wolfmann, dass Brandt in seiner Fernsehansprache die jüdischen Opfer nicht erwähnt habe. Am 9. Januar 1971 folgte in der Welt ein weiterer Artikel, in dem der Kniefall als „Akt freiwilliger Selbsterniedrigung“ mit dem Gang nach Canossa verglichen wurde und als „eine Geste zur falschen Zeit, am falschen Ort vor den falschen Zeugen und unter einer falschen Voraussetzung“ sowie als „Kotau vor dem Kommunismus“ bezeichnet wurde. An der „Aufrichtigkeit der Geste“ und der „Untadeligkeit ihrer Gesinnung“ bestehe aber trotzdem kein Zweifel.
Die Bevölkerung war hinsichtlich des Kniefalls gespalten, wie eine repräsentative Umfrage des Instituts für Demoskopie Allensbach für den Spiegel direkt nach dem Ereignis zeigt. Von den 500 Befragten hatten 84 Prozent vom Kniefall über Presse oder Fernsehen erfahren. Von diesen wiederum hielten ihn 41 Prozent für angemessen, 48 Prozent hingegen für übertrieben, die restlichen 11 Prozent äußerten keine Meinung. Bei den unter 30-Jährigen sowie den Menschen über 60 waren Zustimmungsraten für den Kniefall etwas höher als die Ablehnung (46 % zu 42 % bzw. 47 % zu 41 %), bei der Altersgruppe dazwischen überwog hingegen deutlich die Ablehnung (54 % gegenüber 37 %). Der Spiegel resümierte dazu, dass anscheinend die Weisheit des Alters sowie Unbefangenheit der Jugend „das Verständnis wecken [kann] für eine Geste, die so ungewöhnlich ist wie das Geschehen, dem sie galt.“

### Polen
Die polnischen Gastgeber Brandts reagierten sehr zurückhaltend auf den Kniefall. In offiziellen Reden, Gesprächen und Pressekonferenzen wurde der Kniefall nicht erwähnt. Nur Ministerpräsident Józef Cyrankiewicz, der selbst im KZ Auschwitz inhaftiert gewesen war, erwähnte am Morgen des 8. Dezember in einem persönlichen Gespräch mit Brandt, dass seine Frau sehr bewegt von dem Kniefall gewesen sei. Die Zurückhaltung der polnischen Politik setzte sich auch in der Berichterstattung der staatlich kontrollierten polnischen Medien fort. Das Fernsehen zeigte ihn nur kurz in den Nachrichten, in den Zeitungen erschien nur ein kleines Foto. Es zeigt einen polnischen Soldaten im Vordergrund und Brandt nur im Hintergrund, das Denkmal ist nicht zu erkennen. So erweckt es den Eindruck, Brandt knie   vor dem Soldaten. In späteren Veröffentlichungen wurde das Foto auf Brandts Brusthöhe abgeschnitten, sodass nicht mehr erkennbar war, dass Brandt kniete. Statt des Kniefalls hob die polnische Presse Brandts Verneigung vor dem Grab des unbekannten Soldaten besonders hervor.
Für diese Zurückhaltung werden mehrere Gründe angeführt. Zum einen unterlag seit der antisemitischen Kampagne während der März-Unruhen 1968 die Erinnerung an die polnisch-jüdische Geschichte und den Holocaust einer strengen Zensur. Zum anderen widersprach das Bild des knienden Kanzlers der antideutschen Stimmung in der polnischen Bevölkerung und den Klischees der „revanchistischen Bedrohung“ aus dem Westen sowie des ewigen deutschen „Drangs nach Osten“, die von den polnischen Machthabern propagiert worden waren.
In der polnischen Bevölkerung soll der Kniefall im Großen und Ganzen positiv aufgenommen worden sein. Laut Adam Krzemiński waren die Angehörigen der Kriegsgeneration gerührt und die jungen Polen hätten die Geste als Anlass genommen, den antideutschen Komplexen ihrer Eltern zu entfliehen und die Deutschen für sich zu entdecken. Auch die Zeitzeugin Wiesława Surdyk-Fertsch berichtet von großer Bewunderung, die die Geste in ihrer Familie hervorgerufen hatte. In einem Artikel für Die Zeit zitierte 1977 Lew Kopelew einen Aufständischen aus dem Warschauer Ghetto, der beim Anblick des knienden Brandt gefühlt habe, dass kein Hass auf die Deutschen mehr in ihm sei. Der Handelsvertreter Egon Emmel berichtete nach Bonn, der Kniefall habe „weithin Zustimmung“ gefunden. Allerdings berichtete das polnische Außenministerium, es hätte Anfragen vor allem von jungen Menschen erhalten, ob die Geste nur den Juden gegolten hätte oder auch den ermordeten Polen. Darauf habe das polnische Außenministerium geantwortet, Brandt habe damit aller durch den Nationalsozialismus umgekommenen Polen gleich welcher Herkunft gedacht.
Ein Grund für die geringe Aufmerksamkeit, die die Geste Brandts in der Folgezeit in Polen erhielt, waren auch die Arbeiterunruhen an der Ostseeküste, die im Dezember 1970 folgten. Władysław Gomułka, einer der Hauptakteure bei der Aussöhnung mit Deutschland, wurde von Parteikollegen gestürzt und durch Edward Gierek ersetzt. Dieser betrieb in der Folgezeit zwar eine wirtschaftliche Öffnung nach Westen, hatte aber an einer Aussöhnung mit Deutschland kein Interesse.

### Westeuropa, USA und Israel
Der Kniefall Brandts spielte in der diplomatischen Berichterstattung der USA und Großbritanniens nur eine untergeordnete Rolle. Michel Jobert, damals Außenminister Frankreichs, berichtet, der französische Präsident Georges Pompidou sei schockiert von Brandts Kniefall gewesen. So rechtfertigte aus Sicht Pompidous öffentliches Aufsehen nicht alle Opfer und große Gesten, eine „Respektierung des Schamgefühls“ habe Brandt vermissen lassen.
In der westlichen Presse waren Fotos des Kniefalls am 8. und 9. Dezember häufig zu sehen. Während die britische Times den Kniefall als emotionalen Höhepunkt von Brandts Besuch in Warschau ansah, symbolisierte er für die Korrespondenten der Washington Post die wahre Bedeutung des Besuchs am eindringlichsten. Für den französischen Figaro war der Kniefall sogar „das einzige Bild, das in der Geschichte diesen Tag überdauern wird.“ Insgesamt waren Kommentare zum Kniefall jedoch eher selten. Der Warschauer Vertrag wurde in den Berichten durchgehend positiv bewertet.
Zwar wurde der Kniefall Brandts im noch jungen israelischen Fernsehen und einigen Tageszeitung wie The Jerusalem Post und Haaretz gezeigt, ausführliche Berichte und Kommentare blieben in Israel aber aus. Stattdessen interessierten sich israelische Medien zu dieser Zeit vor allem für den sowjetischen Prozess gegen mehrere Juden, darunter Yosef Mendelevitch und Eduard Kusnezow, die versucht hatten, ein Flugzeug zu entführen und damit in den Westen zu fliehen.
Auch Kommentare jüdischer Zeitschriften oder Organisationen außerhalb Israels waren selten. Die Historiker Michael Wolffsohn und Thomas Brechenmacher fanden nur ein Dankesschreiben der liberalen jüdischen Gemeinde in Amsterdam sowie ein paar freundliche Worte im Jahrbuch des American Jewish Committee.

### DDR und Osteuropa
Die Presse der DDR berichtete zwar über Brandts Staatsbesuch in Warschau und die Vertragsunterzeichnung, zeigte und erwähnte den Kniefall jedoch nicht. So sprach sowohl der Deutschlandsender als auch das Neue Deutschland lediglich von Kranzniederlegungen am Grabmal des Unbekannten Soldaten und am Denkmal der Ghettohelden. Der Vertrag wurde vom Neuen Deutschland als „[b]edeutender Erfolg der Friedenspolitik der sozialistischen Staaten“ gewürdigt. Durch das Westfernsehen erfuhren DDR-Bürger dennoch vom Kniefall. Nach Erinnerungen von Zeitzeugen nahmen ihn viele als positives Gegenbeispiel zum Umgang der DDR-Regierung mit der nationalsozialistischen Vergangenheit wahr, die aufgrund des von ihr vertretenen Antifaschismus auf die Übernahme von Verantwortung für NS-Verbrechen jeglicher Art verzichtete. Die positive Bewertung des Kniefalls in der DDR habe aber auch mit dem sehr positiven Bild Brandts bei vielen Menschen in der DDR zu tun gehabt.
Die Presseberichterstattung in den sozialistischen Staaten Osteuropas ähnelte der in der DDR. Der Kniefall wurde weitestgehend verschwiegen, die neuen Entwicklungen in der Beziehung zwischen der Bundesrepublik und Osteuropa als Erfolg der „gemeinsamen Friedenspolitik“ des Ostens bewertet. Abweichend davon bezeichnete Radio Tirana International aus Albanien, das seit 1961 nicht mehr Teil des Ostblocks war, den Vertrag als „ein großes Komplott gegen die Völker Polens und der DDR“.

## Spätere Bewertung

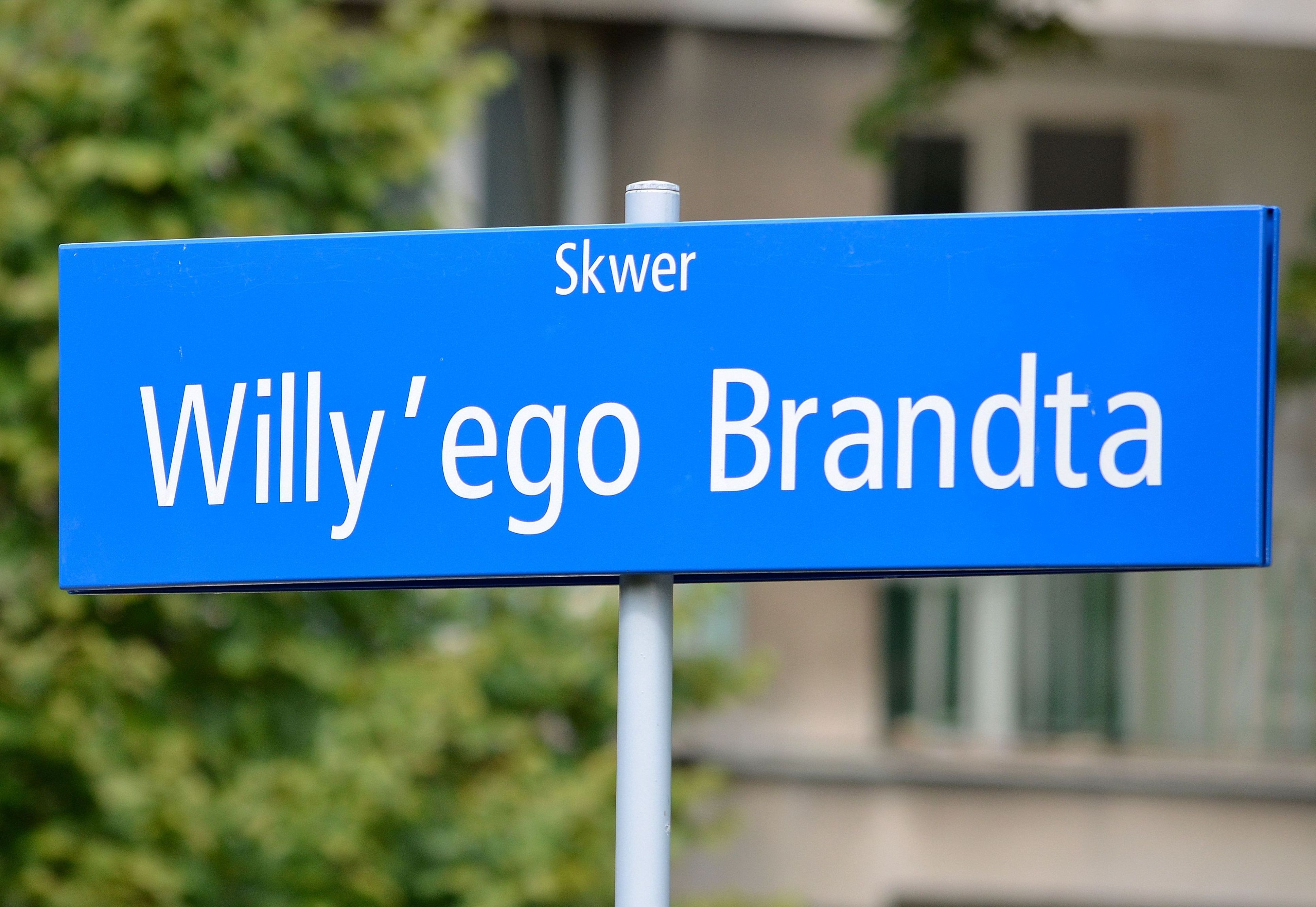
Willy-Brandt-Platz in Warschau

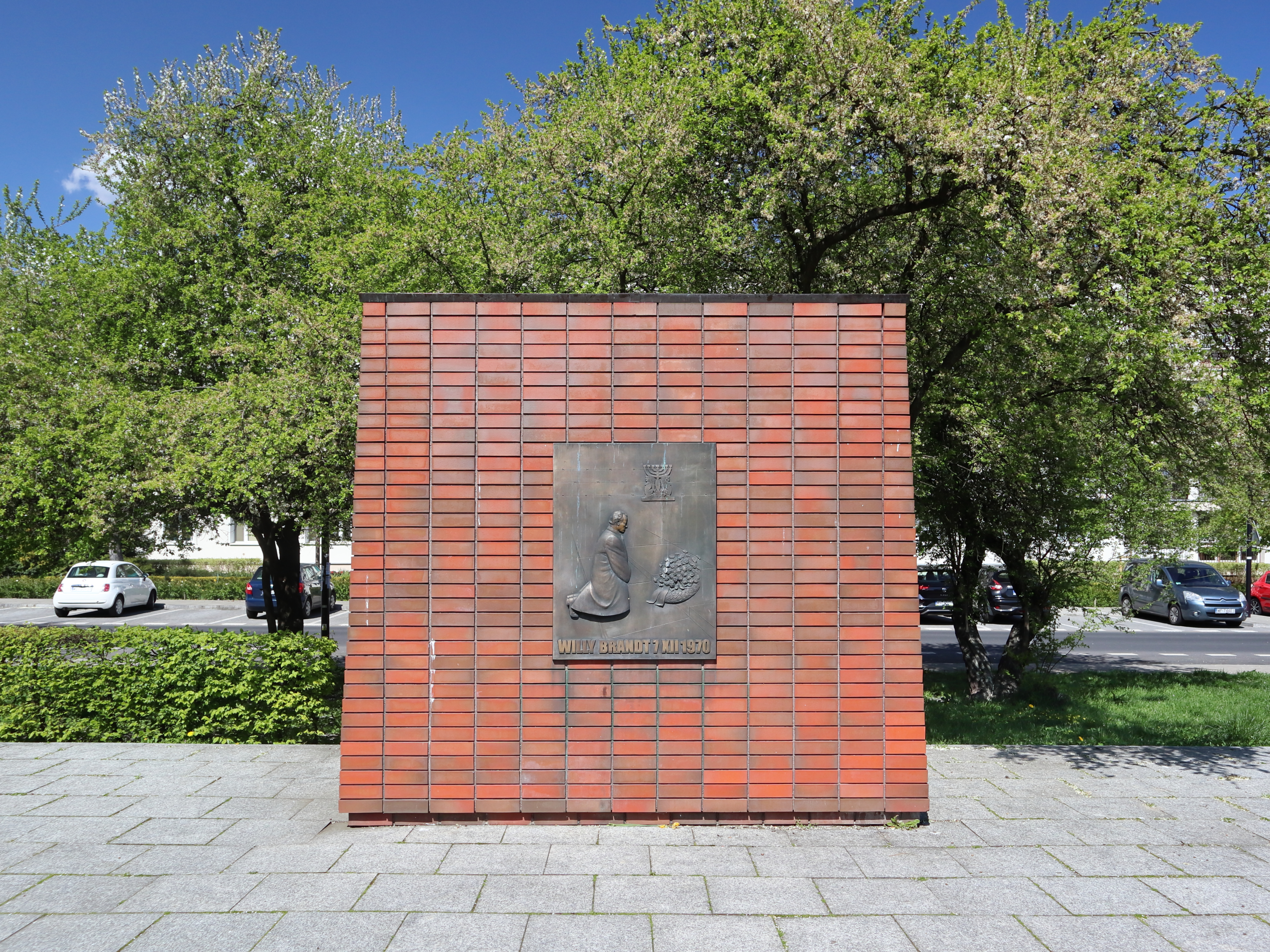
Denkmal des Kniefalls auf dem Skwer Willy’ego Brandta

Im Rückblick ist man sich einig, dass der Kniefall eine wichtige Rolle bei der Entspannung zwischen den Blöcken spielte. Der am selben Tag unterzeichnete Warschauer Vertrag erkannte die Unverletzlichkeit der Oder-Neiße-Grenze an. Für Polen unterschrieb der Ministerpräsident Józef Cyrankiewicz (1911–1989), ein Überlebender des KZ Auschwitz.
Viel wurde darüber spekuliert, ob Brandt spontan gehandelt habe. Er selbst schrieb dazu in seinen 1989 erschienenen Erinnerungen:

„Immer wieder bin ich gefragt worden, was es mit dieser Geste auf sich gehabt habe. Ob sie etwa geplant gewesen sei? Nein, das war sie nicht. Meine engen Mitarbeiter waren nicht weniger überrascht als jene Reporter und Fotografen, die neben mir standen, und als jene, die der Szene ferngeblieben waren, weil sie »Neues« nicht erwarteten. […]
Ich hatte nichts geplant, aber Schloß Wilanow, wo ich untergebracht war, in dem Gefühl verlassen, die Besonderheit des Gedenkens am Ghetto-Monument zum Ausdruck bringen zu müssen. Am Abgrund der deutschen Geschichte und unter der Last der Millionen Ermordeten tat ich, was Menschen tun, wenn die Sprache versagt.“

Egon Bahr äußerte sich in seinen Erinnerungen Zu meiner Zeit 1996 wie folgt:

„Als die Wagenkolonne sich zum Ghetto-Ehrenmal in Bewegung setzt, vergleichen Berthold Beitz und ich unsere Eindrücke. Wir steigen in Ruhe aus und haben es nicht eilig, uns der dichten Menge von Journalisten und Photographen zu nähern – da wird es plötzlich ganz still. Daß dieses hartgesottene Völkchen verstummt, ist selten. Beim Nähertreten flüstert einer: »Er kniet.« Gesehen habe ich das Bild erst, als es um die Welt ging. Den Freund zu fragen, habe ich mich auch am Abend beim letzten Whisky gescheut. Daß einer, der frei von geschichtlicher Schuld, geschichtliche Schuld seines Volkes bekannte, war ein Gedanke, aber große Worte zwischen uns waren unüblich. »Ich hatte das Empfinden, ein Neigen des Kopfes genügt nicht.«“

Walter Scheel schrieb 2010 in einem Brief an das Solinger Tageblatt:

„In dem Moment, als wir ausstiegen und vor das Mahnmal traten, war die Stimmungslage sehr überwältigend. Plötzlich sank Willy Brandt auf die Knie und jeder Mensch, der anwesend war, hätte es ihm gleichtun wollen und jeder hat diese Geste, diese vollkommen ungeplante und spontane Geste, für einzigartig und beeindruckend empfunden. […] Es war eine dieser Fähigkeiten Willy Brandts, die ich bei ihm so sehr geschätzt habe, die Menschen emotional anzusprechen und für alle erkennbare Zeichen zu setzen. Ich habe keinen Politiker erlebt, der vergleichbar gewesen wäre.“

Am 7. Dezember 2010 hielten Bundespräsident Christian Wulff und der polnische Staatspräsident Bronisław Komorowski auf Einladung der Friedrich-Ebert-Stiftung in Warschau am 40. Jahrestag des Kniefalls Reden über dessen Bedeutung und die des Warschauer Vertrags für die deutsch-polnische Aussöhnung und legten Kränze am Denkmal für den Warschauer Aufstand und am Denkmal für die Helden des Warschauer Ghettos nieder.
Der Schriftsteller Navid Kermani sagte in der Feierstunde „65 Jahre Grundgesetz“ am 23. Mai 2014 im Bundestag:

„Denn wann und wodurch hat Deutschland, das für seinen Militarismus schon im 19. Jahrhundert beargwöhnte und mit der Ermordung von 6 Millionen Juden vollständig entehrt scheinende Deutschland, wann und wodurch hat es seine Würde wiedergefunden? Wenn ich einen einzelnen Tag, ein einzelnes Ereignis, eine einzige Geste benennen wollte, für die in der deutschen Nachkriegsgeschichte das Wort ‚Würde‘ angezeigt scheint, dann war es […] der Kniefall von Warschau.“

Der Historiker Michael Wolffsohn sagte zum 50. Jahrestag des Kniefalls am 7. Dezember 2020 im Fernsehsender ARD-alpha, dieser sei ein „wunderbares Symbol, aber ein zur damaligen Zeit völlig falsches Symbol an die Adressaten“ gewesen. Die Wirkung auf die polnische Bevölkerung sei damals ausgeblieben. Einen Grund dafür glaubt Wolffsohn darin gefunden zu haben, dass Willy Brandt, wie auch anderen Politikern, ein Missverständnis unterlaufen sei. Er habe den Aufstand im Warschauer Ghetto 1943 mit dem Warschauer Aufstand 1944 verwechselt.

## Künstlerische Bezugnahmen
Die Fotografie des Kniefalls Willy Brandts in Warschau 1970 von Sven Simon gilt als Medienikone.
Etwa 150 Meter nordwestlich des Ehrenmals und bis zum Bau des Museums der Geschichte der polnischen Juden von dort aus sichtbar, wurde dem Kniefall im Jahr 2000 ein Denkmal aus Backstein mit einer Bronzetafel von Wiktoria Czechowska Antoniewska errichtet. Das Areal um dieses Denkmal heißt inzwischen offiziell Skwer Willy’ego Brandta (Willy-Brandt-Platz).
Am 22. November 1997 wurde die Oper Der Kniefall in Warschau im Theater Dortmund uraufgeführt. Die Musik stammte von Gerhard Rosenfeld, das Libretto hatte Philipp Kochheim verfasst, Regie führte John Dew, der Generalintendant des Theaters. Erzählt wird darin die Lebensgeschichte Brandts im Stil eines Bewusstseinsstroms aneinandergereihter Szenen. Die Kritiker waren von der Oper eher enttäuscht. Der Berliner Zeitung war der Blick auf Brandt zu heroenhaft ausgefallen. Thomas Mießgang von der Zeit sah das Problem der Oper vor allem darin, dass der Bonner Politik-Alltag nur schwer zum Opern-Genre passe, das „von großen Schurken, von großen Liebenden und großen Leidenden“ lebe. Positiv hervorgehoben wurde allerdings die Szene des titelgebenden Kniefalls, der in vollständiger Stille erfolgte. Vorher waren jüdische Gesänge zu hören und eine Gruppe junger Menschen mit Judenstern war auf die Bühne gestürmt und unter Schüssen zusammengebrochen.
Günter Grass lässt im Kapitel 1970 seiner Erzählungssammlung Mein Jahrhundert einen den »Kniefallkanzler« und Egon Bahr hassenden Journalisten in einem inneren Monolog darüber räsonieren, wie er aus Warschau über das Ereignis berichten könnte:
Reine Show alles. War aber als Aufmacher, rein journalistisch gesehen, ein Knüller. [...] Na, der wird sich wundern, wenn er nach Hause kommt. Zerfetzen werden sie ihn und seine Ostverträge. Nicht nur in meiner Zeitung. Aber gekonnt war das schon, einfach so auf die Knie.
Provokativ griff 2001 der italienische Künstler Maurizio Cattelan das Motiv des Kniefalls mit der Plastik Him (Betender Hitler) auf, die 2012/2013 im Rahmen seiner Retrospektive Amen auch eine Zeitlang in einem Hauseingang des Warschauer Ghettos ausgestellt war.
Im Oktober 2020 wurde eine Zwei-Euro-Gedenkmünze ausgegeben, die den Kniefall zeigt. Künstler der Bildseite ist Bodo Broschat. Mit dem  Erstausgabetag 3. Dezember 2020 gab das Bundesministerium der Finanzen zum Kniefall von Warschau vor 50 Jahren ein Sonderpostwertzeichen über 110 Eurocent heraus. Der Entwurf stammt vom Grafiker Wilfried Korfmacher aus Meerbusch.